# Quase todas as noites
Quase todas as noites é um livro do gênero poesia escrito por Simone Brantes, publicado e lançado no Brasil em 2016, vencedor do Prêmio Jabuti de Literatura Poesia no ano de 2017.

## Sinopse
O título do livro de Simone Brantes é retirado de um poema que narra um sonho, e não sem razão. A escrita da autora indaga o mundo em sua apresentação ordenada e ao mesmo tempo caótica: o que permanece e o que passa, o que é sonho e o que é real, as múltiplas vozes em que se equivocam o íntimo e o estranho, os caminhos que levam a todos os lugares e a lugar nenhum.